# Museo permanente del Presepio
Il Museo permanente del Presepio è un museo che si trova a Dalmine (BG).

## Storia
L'iniziativa di costituire un Museo del Presepio si deve ad un sacerdote, Giacomo Piazzoli, che già nel 1966 aveva fondato un'associazione di appassionati del presepio, per metterne in risalto il valore religioso, artistico e storico.

Giovandosi della sua esperienza maturata in giovane età nell'arte di intagliare e di scolpire il legno, don Piazzoli si era dedicato al restauro delle figurine di cui era venuto in possesso così che, nel 1974, poté inaugurare il Museo Permanente del Presepio, a Brembo di Dalmine, in provincia di Bergamo.

Da allora il Museo è andato via via arricchendosi di nuove acquisizioni e donazioni, ambientazioni e diorami.
Anche importanti artisti contemporanei hanno contribuito ad arricchirne la già cospicua collezione con opere di scultura e di pittura ispirate al tema del presepe.
Il Museo dispone di un proprio archivio, di una biblioteca e di una fototeca, di una nastroteca a documentare la storia, le tradizioni, i costumi, la musica, il folklore, le immagini sacre, i francobolli, le cartoline che riguardano il Natale ed il presepe.
Il Museo è attualmente ospitato in un capannone di circa 1200 m², ma ormai non è quasi più sufficiente ad ospitare gli oltre 800 Presepi che lo compongono ed il numero di visitatori.

L'idea originaria del fondatore prevedeva una costruzione a stella di David, in grado di crescere di continuo assecondando lo spirito di contribuzione e di partecipazione di ognuno.

## Sezioni del Museo
- Presepio bergamasco
- Presepio napoletano
- Presepio pugliese
- Presepio siciliano
- Presepio ligure
- Presepio calabrese
- Presepio sardo
- Presepio toscano
- Presepio piemontese
- Presepio trentino e altoatesino
- Presepio elettronico